# Forte di Fortezza

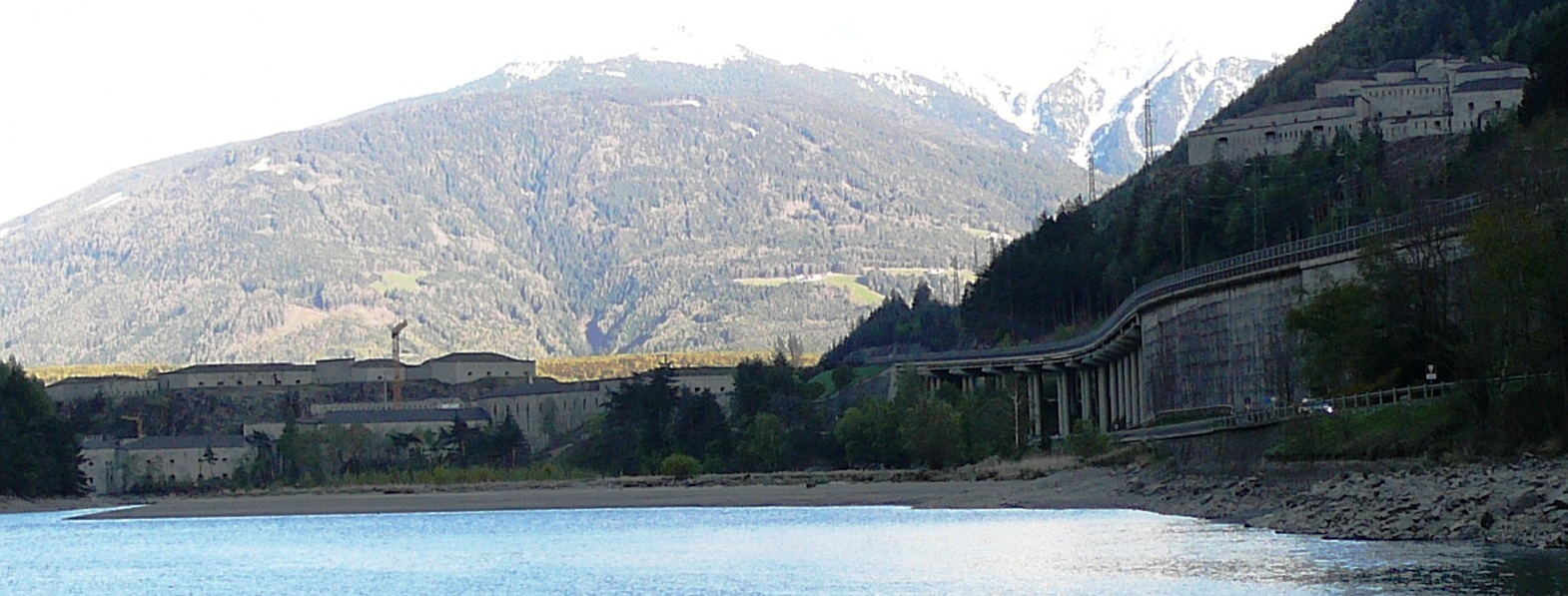
Il lago di Fortezza con: sullo sfondo il lato nord del "Forte Medio" e del "Forte Basso" e in alto a destra il "Forte Alto"

Il forte di Fortezza (in tedesco Festung Franzensfeste, in latino Francisci Oppidum) è un forte austriaco che sorge ad una quota di 750 m s.l.m., in Val d'Isarco all'incrocio con la Val Pusteria, in Alto Adige e appartiene al grande sistema di fortificazioni austriache al confine italiano. Il forte si trova al limite del comune di Fortezza e vicino ad Aica, frazione del comune di Naz-Sciaves.
Il forte, costruito tra il 1833 e il 1838 a "prova di bomba" adottando soluzioni ingegnose fin nei minimi dettagli, doveva rappresentare uno sbarramento invalicabile per qualunque esercito, ma non subì mai alcun attacco, e quindi si trasformò in una cattedrale nel deserto.
(Iscrizione bronzea presso l'ingresso della fortezza)

## Storia

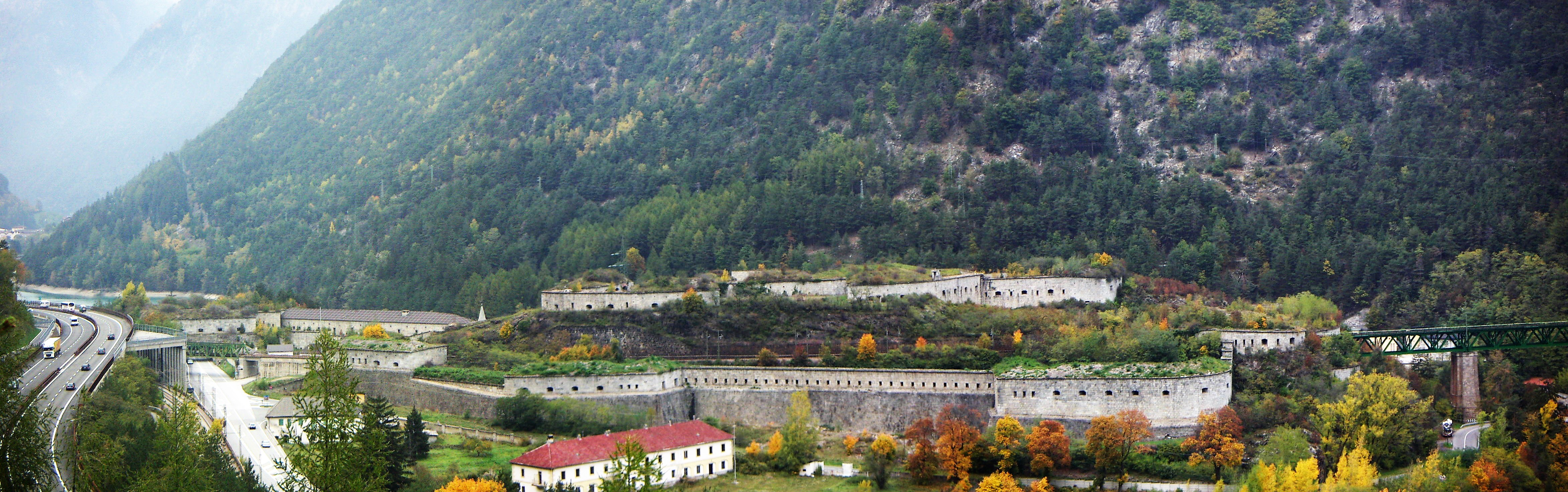
Forte di Fortezza (nello specifico la parte media e bassa)

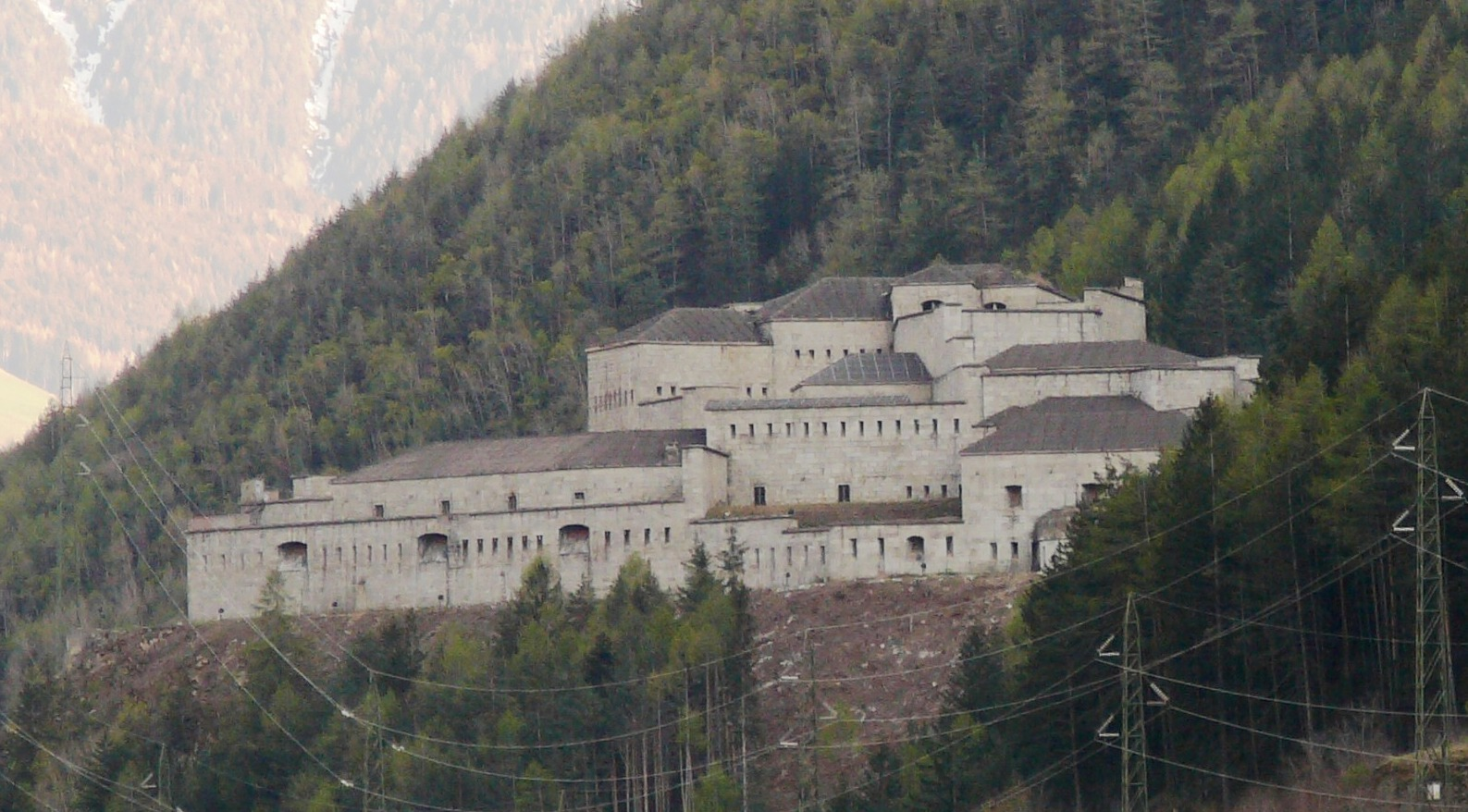
Il "Forte Alto" visto dall'omonimo paese limitrofe di Fortezza

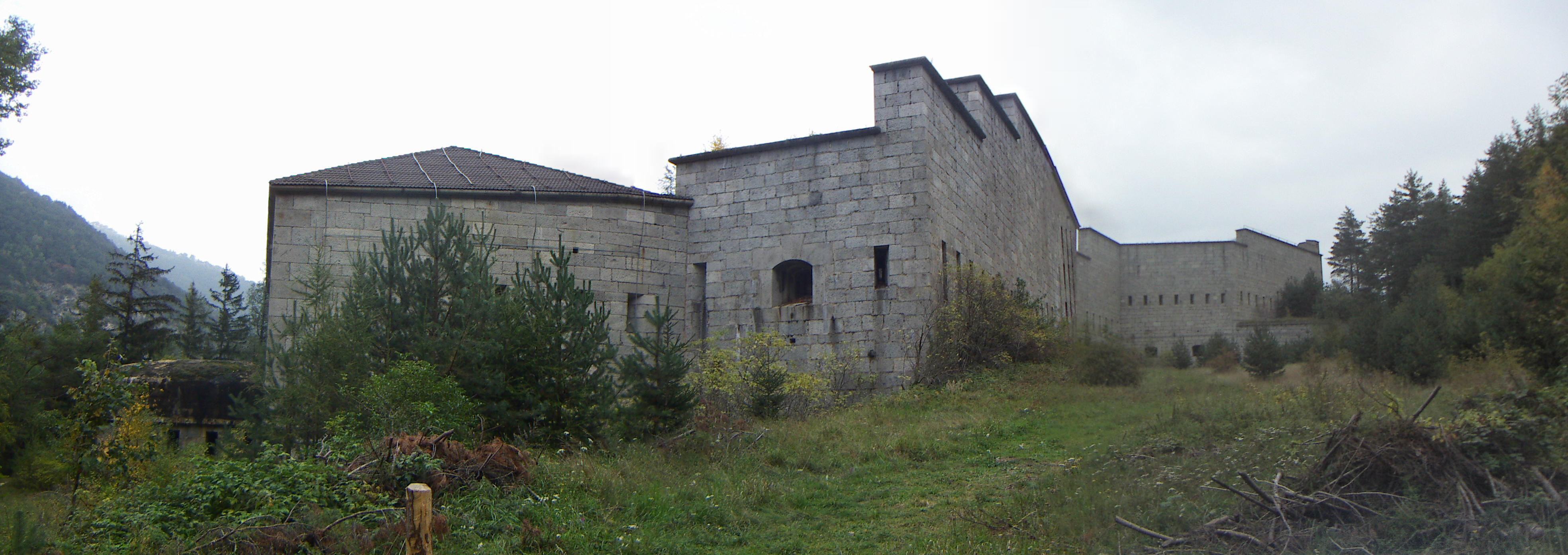
Il "Forte Alto"

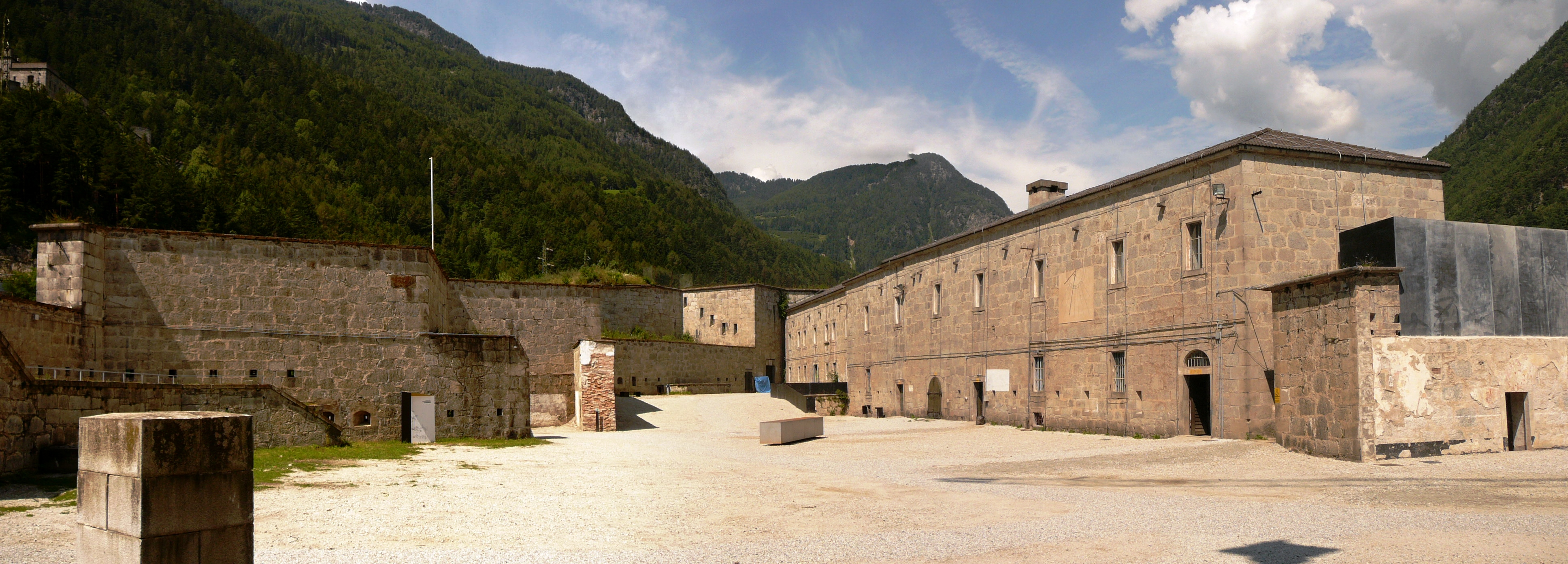
La piazza d'armi del "Forte Basso", subito dopo l'ingresso principale al forte.

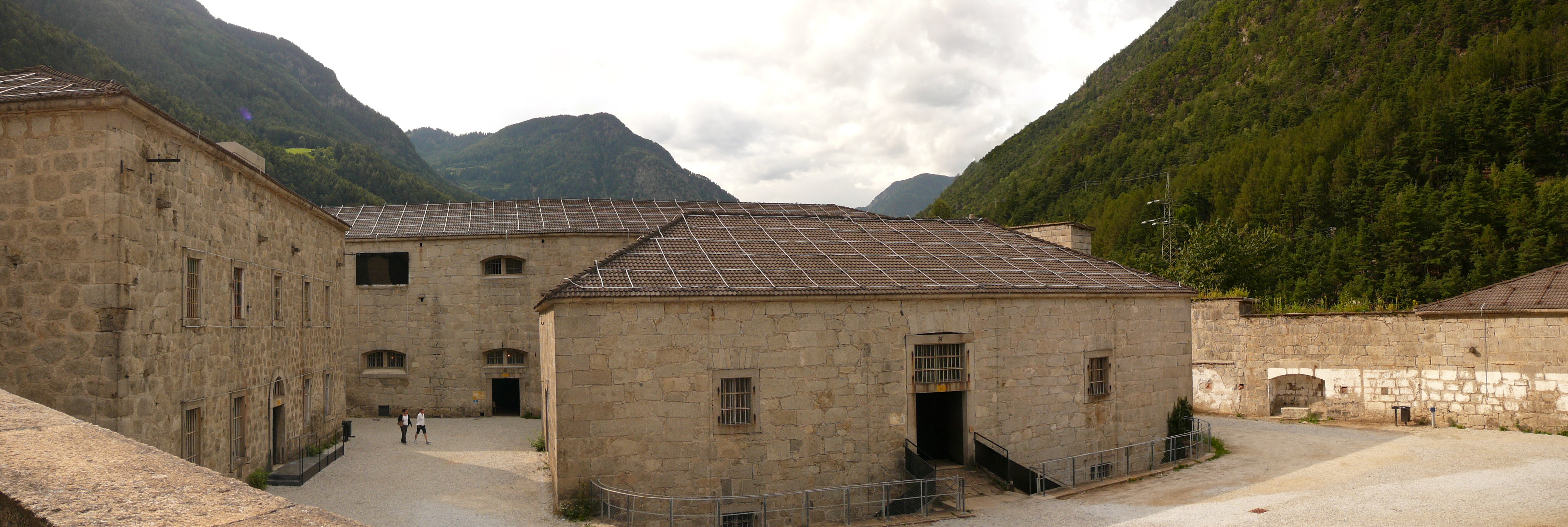
Un cortile del "Forte Basso"

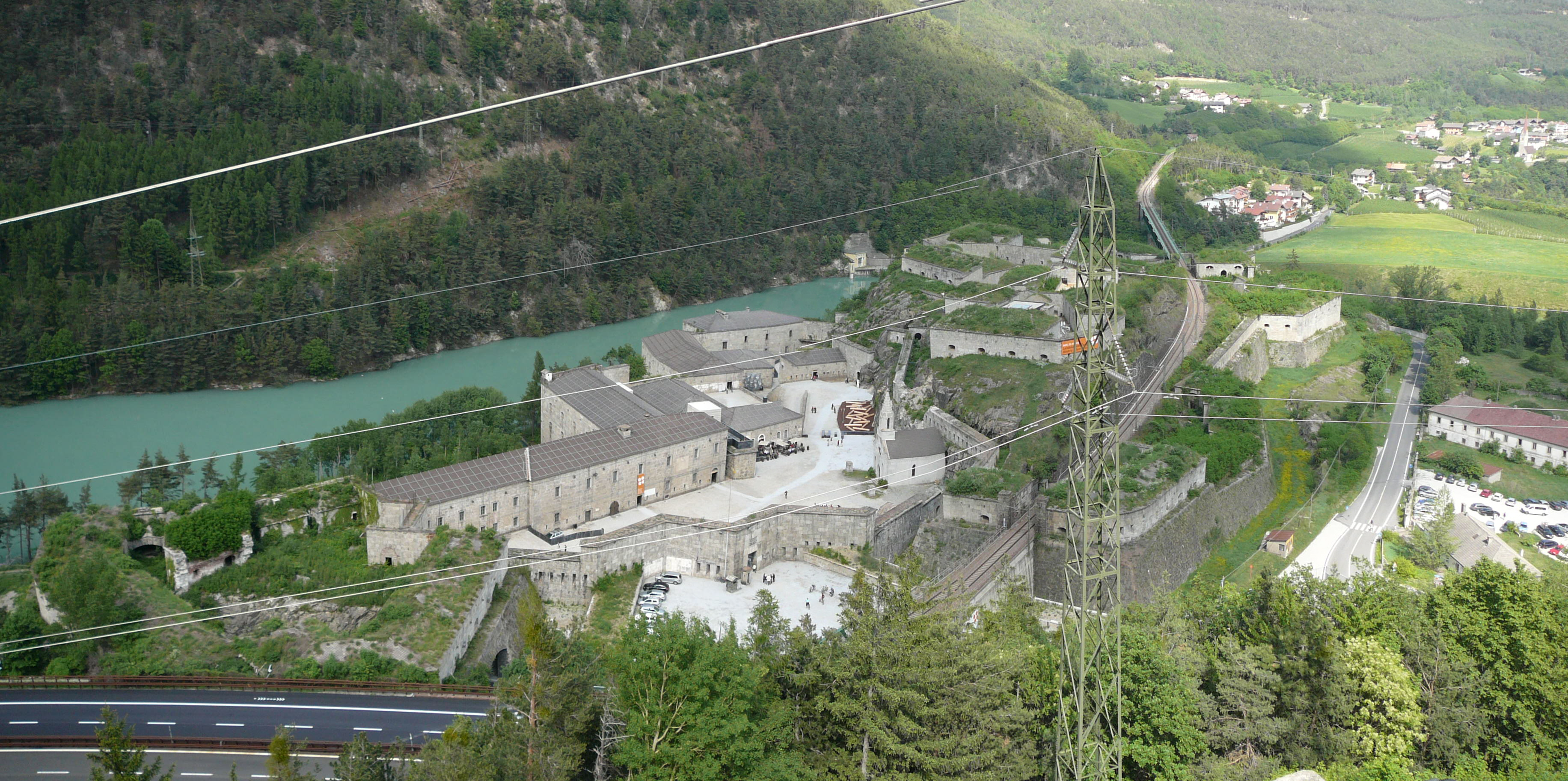
Panoramica del forte basso e medio

### Prima della realizzazione
La decisione della costruzione del forte in questo punto della Val d'Isarco è dovuta a fatti risalenti tra il '700 e l'800, quali la politica di espansione di Napoleone. Come per la costruzione delle fortezze del Quadrilatero (nel 1830), si decise di mettere in sicurezza due delle vie di comunicazione più importanti dell'Impero, la val Pusteria e la via del Brennero. Oltre a queste motivazioni, la scelta di costruire il forte in questo preciso punto fu presa dall'Arciduca Giovanni d'Austria, profondo conoscitore della terra dell'attuale Alto Adige, e quindi anche dei fatti accaduti in località Oberau-Pra di sopra (poco più a nord di Fortezza), dove nel 1809 un pugno di 500 contadini delle milizie di Andreas Hofer, guidati da Peter Mayr, riuscirono a respingere l'avanzata delle truppe francesi e sassoni guidate dal generale napoleonico Lefebvre.
Fu quindi deciso di costruire la fortezza dove sorgeva in antichità il ponte Ladritsch-Ladritscher Brücke, di probabile origine romana (da non confondere con quello attuale, 100 m più a valle). Un altro motivo per cui fu scelta l'attuale posizione è la vicinanza alle materie prime necessarie alla sua costruzione: il granito a Falzes, per l'argilla dei mattoni vi era la sottostante Riggertal-valle di Riga, e a Brunico, Maranza e San Vigilio di Marebbe vi erano mulini e forni per la calce. L'acqua inoltre era reperibile dal fiume Isarco che passava proprio per di lì. Il trasporto del materiale comportò comunque non poche difficoltà, e fu quindi effettuato con i mezzi disponibili all'epoca, ad esempio carri trainati da cavalli e muli.

### La realizzazione

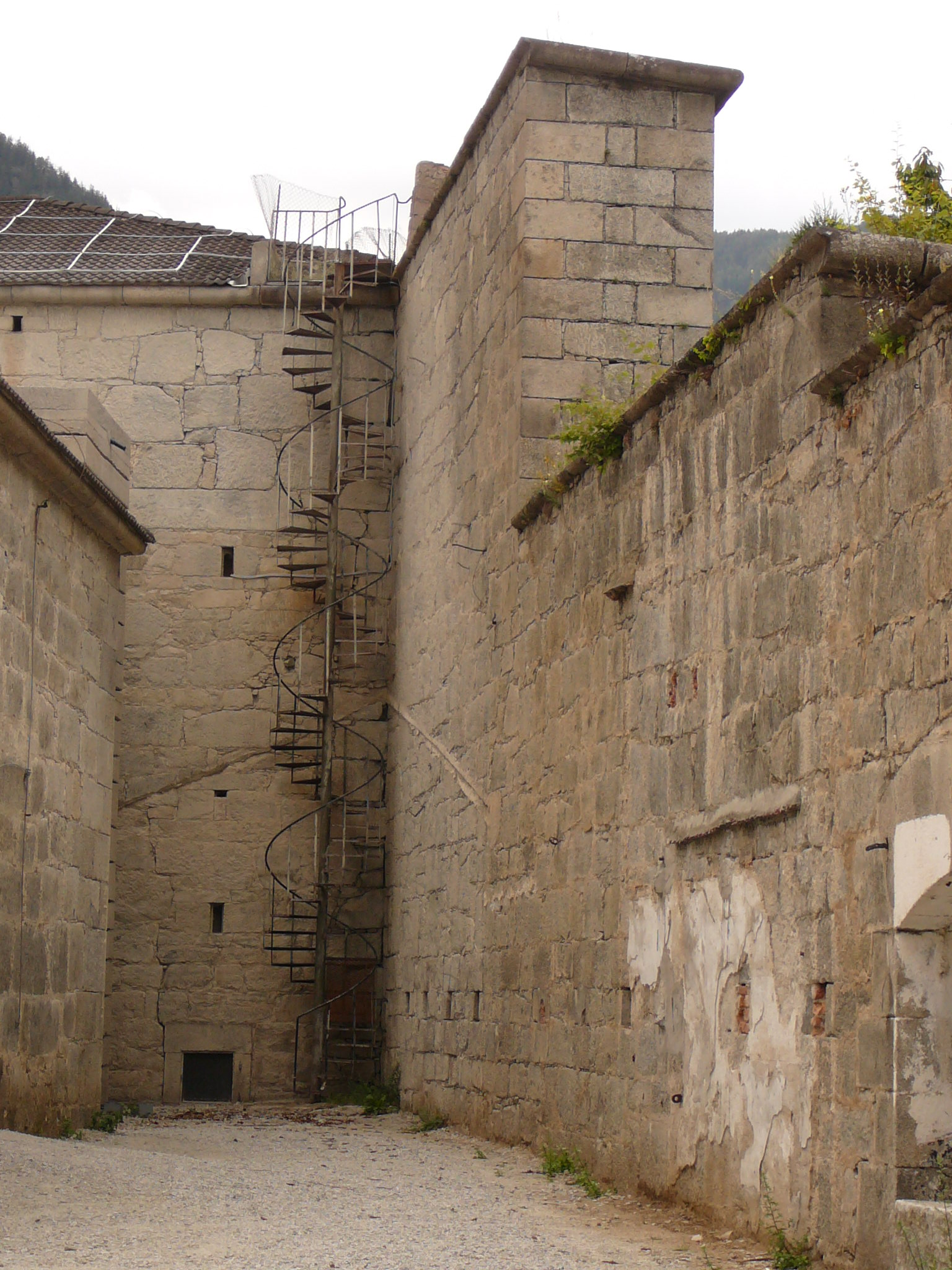
Una delle tante scalinate a chiocciola, nella parte del Forte Basso

Franz von Scholl (lo stesso che progettò il forte Nauders, poco oltre il passo Resia) fu incaricato di progettare la costruzione del forte. Questo era di nuova concezione, in stile neoclassico, articolato su tre livelli. Il forte fu realizzato a tempo di record, i lavori ebbero inizio il 17 giugno 1833, e venne inaugurato il 18 agosto 1838, alla presenza dell'Imperatore d'Austria Ferdinando I (il progetto iniziale prevedeva il compimento dell'opera in soli 3 anni, ma problemi economici lo ritardarono). Durante la fase di costruzione furono ritrovati numerosi cadaveri, a dimostrazione che fin dall'antichità questo luogo era un punto di lotta per il confine.
A Fortezza furono estratti 900 000 metri cubi di argilla, con cui furono costruiti qualcosa come 20 000 000 di mattoni (trasportati con 120 000 carri; i mattoni di dimensioni 31 x 15,5 x 7 cm, erano tutti firmati con l'acronimo KKF Kaiserlich-königliche Festung, e pesanti 5 kg ciascuno), andando a disboscare i boschi adiacenti per la loro cottura. Furono usati inoltre 190 metri cubi di calce, 2 844 000 di metri cubi di sabbia, 250 000 metri cubi di granito (trasportato con 795 000 carri) e 297 500 metri di legno. Per la sua costruzione vennero impiegati 1 700 specialisti, 4 600 operai, circa 4 volte l'allora popolazione di Bressanone. Per la sua realizzazione furono spesi molti soldi: 2,6 milioni di fiorini (l'equivalente di 400 milioni di Euro) tanto che alla fine dei lavori, l'allora imperatore Ferdinando Primo, constatando le enormi cifre spese per la realizzazione del forte, esclamò la celebre frase: "Considerati i costi mi aspettavo una fortezza completamente in argento". Molti operai morirono durante la costruzione del forte e furono seppelliti vicino all'ex-sanatorio di Bressanone in una fossa comune. Oltre alle morti bianche si aggiunse il colera.
Il forte era formato da tre blocchi, progettati per essere indipendenti in toto: 
- il "Forte Basso" (Talwerk): articolato in diverse costruzioni erette sul fondo della Val d'Isarco, ospitava gli uffici del Comando, due serie di camere di combattimento, i forni per il pane. Il suo accesso dà attualmente sul lago di Fortezza;
- il "Forte Medio" (Mittelwerk o Blockhaus), contenente la Kaiser-Villa; guardava verso la Val Pusteria;
- il "Forte Alto" (Höhenwerk), la "Cittadella": parte completamente separata dagli altri due blocchi, si erge sul fianco occidentale della montagna, 75 metri più in alto. Raggiungibile attraverso una scalinata di 451 scalini, alloggiata in una galleria coperta a volta, o una strada di accesso di 2 km.

Ogni blocco era a sua volta suddivisibile in sottosettori, che all'interno del complesso del forte potevano risultare autonomi per la difesa e sussistenza. Anche gli accessi ai singoli livelli avevano due o tre livelli di protezione: se anche si fosse riusciti a passare un primo accesso, ci si sarebbe ritrovati davanti ad un muro di cinta interna.
Il forte era inoltre formato da una parte esterna alla fortezza, il Blockhaus, un edificio sito alla base del pilastro del ponte stradale (il nuovo ponte di Ladritsch-Ladritscher Brucke) che qui, ai margini orientali della fortezza, oltrepassa il fiume Isarco. Oltre a ciò, bisogna anche considerare che a est della fortezza si trovava una forra profonda, e quindi invalicabile, dove scorreva l'Isarco. Oggi al suo posto si trova il lago di Fortezza, costruito nel 1940.
Il forte rappresenta la più antica fortificazione costruita dall'Austria in Tirolo (le odierne province di Trento e Bolzano e il distretto di Innsbruck e Lienz), e sia nella parte alta che quella bassa aveva le sue caponiere di difesa.
Nonostante la sua grande potenza di fuoco, il forte non fu mai usato in prima linea, e venne quindi quasi subito adibito alla funzione di deposito.
Tutte le componenti del forte sono munite di numerose feritoie disposte su più livelli. Il forte poteva alloggiare con tranquillità 1 200 soldati (tutte le parti del forte sono infatti disposte ognuna su più livelli, anche sino a 3 livelli e oggi il più basso è nascosto da un pavimento in legno).
Il rifornimento idrico del forte era assicurato da alcune grandi cisterne, dato che non era possibile avere acquedotti o sorgenti. Le cisterne venivano riempite con l'acqua piovana raccolta dai tetti dei vari edifici del forte che erano ricoperti di terra, oltre che per il mimetismo e protezione, anche per depurare l'acqua.
Ogni dettaglio aveva lo scopo di rendere imprendibile la fortezza: mura esterne lisce, con blocchi che potevano sopportare le cannonate anche dei più grossi calibri dell'epoca; postazioni d'artiglieria con volte coniche, atte a far disperdere più velocemente i fumi dei pezzi.
Altro dettaglio del forte sono le scale a chiocciola; sono tutte nel senso inverso rispetto a quello che si è abituati a vedere, ovvero dal basso verso l'alto le scale seguono il senso orario. Questo particolare andamento delle scale rendeva scomodo l'avanzare del nemico (dal basso verso l'alto) con un'arma lunga in braccio, mentre dava una visuale più ampia a colui che voleva difendersi.

#### Armamenti principali
Al tempo della progettazione del forte, le armi d'artiglieria erano ancora ad avancarica e senza canna rigata (quindi con minor gittata), nonostante ciò la fortezza era progettata per ospitare 90 bocche da fuoco:
- 28 cannoni da difesa da 6 libbre[3]
- 44 cannoni da difesa da 12 libbre
- 4 cannoni da campagna da 6 libbre
- 3 cannoni da difesa da 18 libbre
- 4 obici da 7 libbre
- 7 mortai da 30 libbre

Ogni cannone era ospitato in una camera da combattimento che aveva una forma leggermente assottigliata verso la feritoia. Ogni camera aveva il suo camino per l'evacuazione dei fumi, e sul lato opposto due finestre per l'illuminazione. 
Un terzo dei 1200 soldati previsti al forte era addetto all'artiglieria.
Per la sicurezza del forte, questo aveva feritoie verso l'esterno che coprivano tutti i lati, a 360°; ci sono delle cannoniere che puntano persino a nord, verso l'Austria.
Nella sua storia il forte affrontò due prove di fuoco per testare la sua funzionalità ma anche la stessa sua solidità: nel 1862 (con 13 proietti) e nel 1896. In entrambe le occasioni il granito della fortezza ebbe la meglio sui proietti, che si infransero senza provocare alcun danno.

#### Lacune della fortezza
Nonostante la sua perfezione in ogni dettaglio, la fortezza mostra anche qualche lacuna, ad esempio tutti i soldi spesi per la sua costruzione, non impedivano a un esercito invasore di raggiungere ugualmente Vienna attraverso la Val Pusteria pur bloccando la Val d'Isarco. Infatti a quell'epoca i cannoni avevano una gittata di 1 chilometro circa, e quindi lo snodo per la Pusteria si trova fuori da tale distanza.
Negli anni si è pensato di progettare come colmare tale lacuna, con la costruzione di un secondo forte più a oriente; ma quando nel 1849 l'arciduca Giovanni tornò agli abiti civili, la fortezza perse il suo principale sostenitore e già in quell'epoca la sua utilità risultava controversa tra i vertici militari.

### Modifiche strutturali

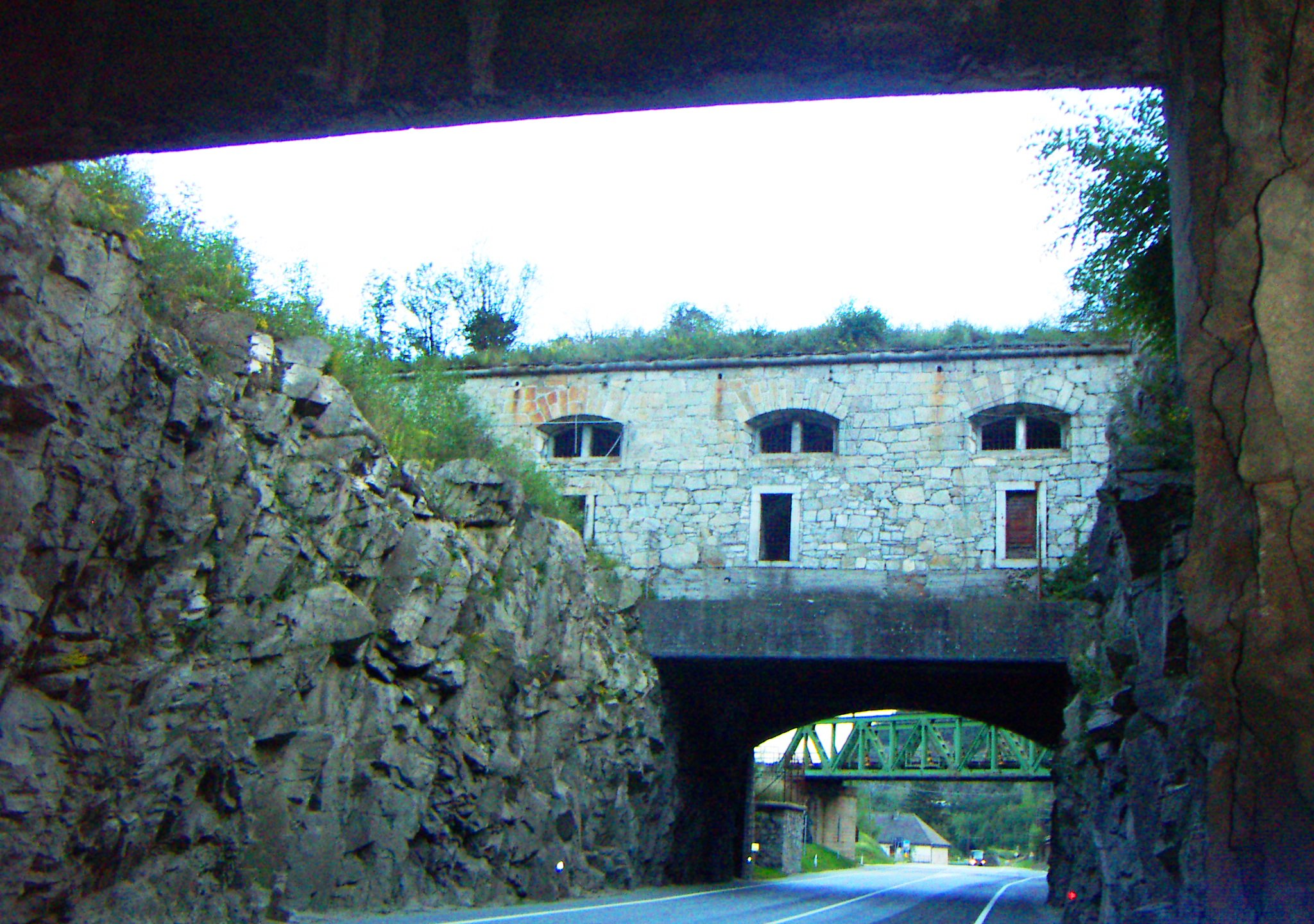
La "nuova" tagliata della strada statale, vista dal lato nord

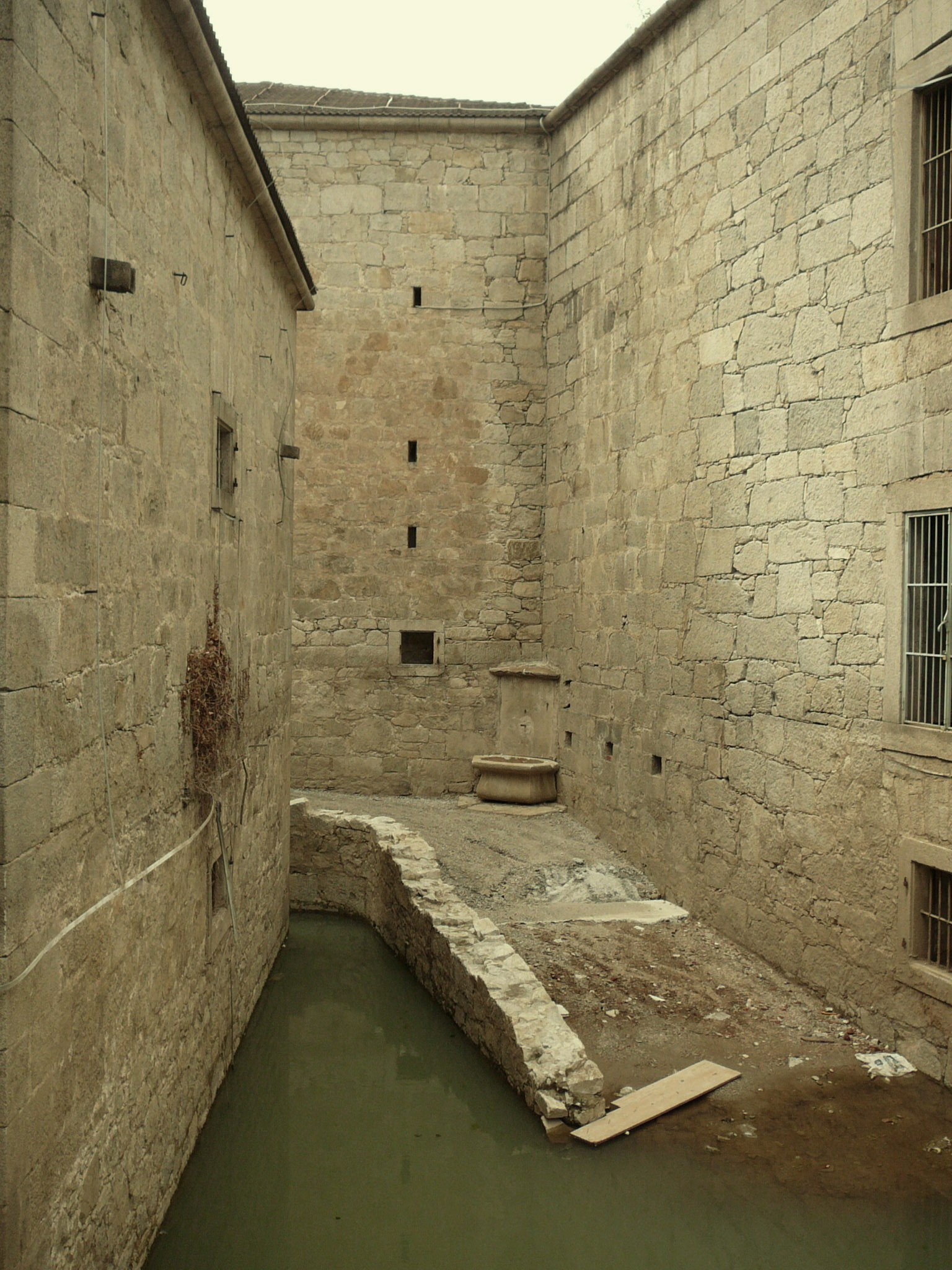
La parte che, a causa della costruzione della diga, oggi risulta spesso allagata nel "Forte Basso"

Nel corso della sua storia il forte subì diverse risistemazioni e ammodernamenti, in totale furono creati 4 varchi attraverso la fortezza (2 linee ferroviarie, una strada ed un'autostrada).
Verso la seconda metà dell'Ottocento si iniziarono a progettare le costruzioni delle linee ferroviarie. Per Fortezza passavano sia la ferrovia del Brennero che la ferrovia della Val Pusteria. La prima fu fatta passare a fianco del forte comportando solamente una piccola modifica alle mura di cinta del forte basso. Per il passaggio della seconda invece fu necessaria una modifica sostanziale del forte. La linea infatti fu fatta passare proprio in mezzo al forte (basso e medio), ma costruita in modo da impedire la vista del suo interno dai convogli ferroviari. La linea una volta uscita dal forte doveva attraversare la forra dell'Isarco; per superare tale ostacolo fu costruito un imponente ponte (alto 80 metri), che aveva la particolarità di poter ritrarre all'interno della fortezza un tratto di 20 metri dei binari, ciò naturalmente per motivi strategici.
Durante la prima guerra mondiale il forte fu però utilizzato come magazzino e non come fortezza attiva (in realtà il forte era già stato declassato a "deposito" nel 1882), anche perché la linea di confine era ben lontana (ad esempio nelle Dolomiti o sull'Ortler). Dopo la grande guerra il forte ebbe una sua fase di importanza prima della seconda guerra mondiale, precisamente nel 1940 quando fu costruita la diga del lago di Fortezza (iniziata formalmente nel 1935), che dopo due anni di lavori cambiarono faccia alla vallata, facendo scomparire il paese di Prà di Sotto. A causa della diga alcuni accessi al forte ora danno sulle sponde del lago, e quindi alcuni depositi rimangono a volte parzialmente sommersi. La costruzione dello sbarramento fluviale ha comportato anche un primo spostamento della sede stradale.
Prima dello scoppio del secondo conflitto mondiale attorno al forte vennero costruiti dal Regio Esercito 5 bunker difensivi, facenti parte del Vallo Alpino in Alto Adige, e precisamente dello Sbarramento "Imene" di Fortezza, con lo scopo di difendere i confini italiani dall'alleato tedesco. Durante la guerra il forte non subì danni se non un'esplosione nei pressi della chiesetta, dove una piccola parte del forte medio è crollata.
Dopo il conflitto, alcuni di questi bunker furono riattivati, per fronteggiare la nuova minaccia della guerra fredda. Il forte e le relative postazioni difensive passarono in mano dell'Esercito Italiano, che adibì e utilizzò il forte come polveriera, fino al 2003, quando lo dismise. Durante questi anni i soldati quando montavano la guardia nel forte alto dovevano caricarsi di zaino pesante, fucile e materasso e risalire la lunga scalinata. Dato che il forte conteneva una polveriera molti dei tetti furono adattati, costruendo anche attorno agli edifici delle gabbie di Faraday, e dislocando in diversi punti delle postazioni antincendio.
Un'ulteriore modifica avvenne nel 1965-70 con la costruzione dell'autostrada A22. In poche decine di metri dovevano aver spazio l'autostrada, la ferrovia del Brennero, a doppio binario, la linea ferroviaria Fortezza - San Candido e la Strada Statale 12. Per aumentare lo spazio transitabile una parte del forte basso e medio venne demolita, e venne nuovamente spostata la sede della strada statale.

### La fortezza oggi

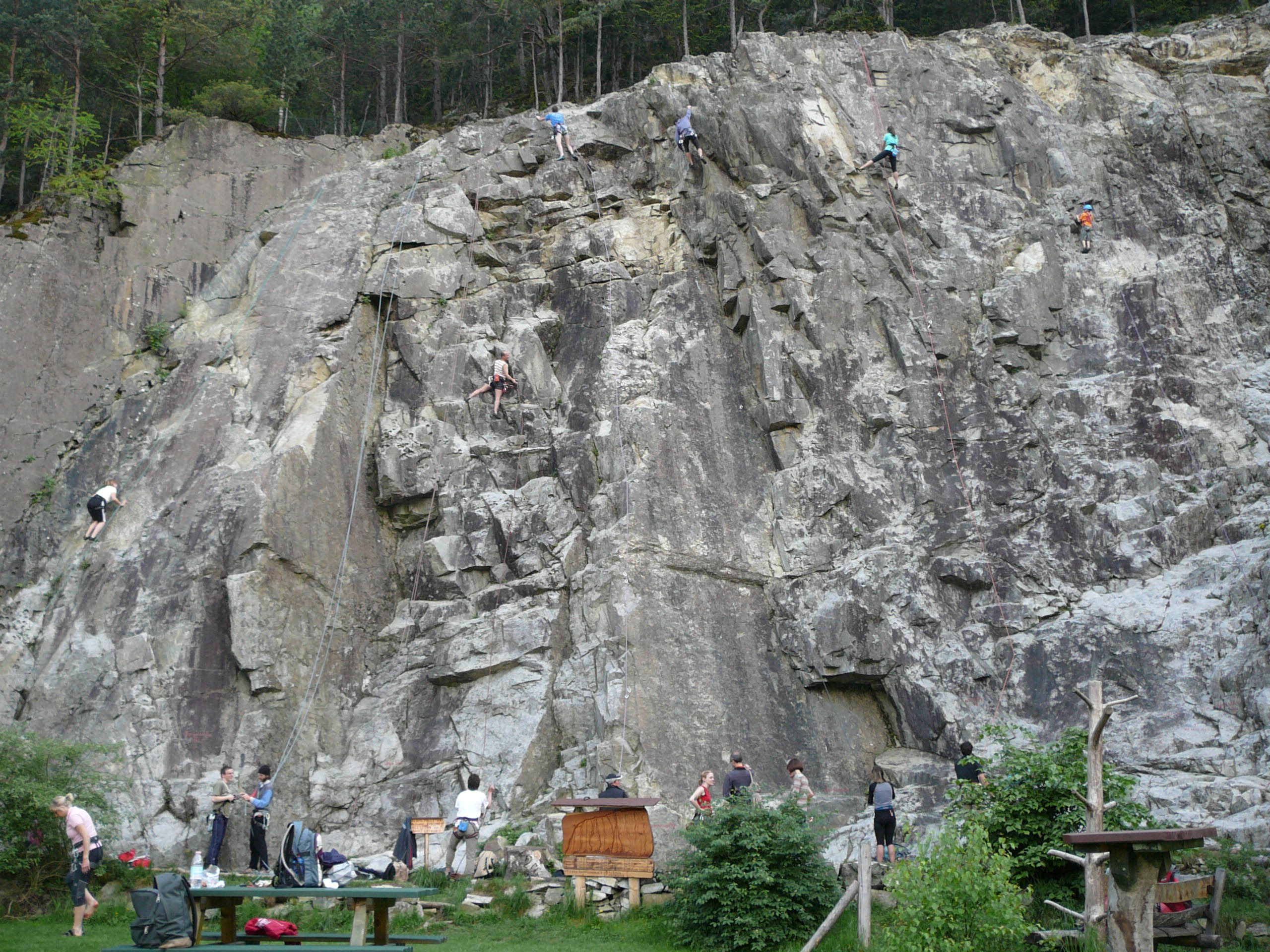
La palestra di roccia allestita appena fuori dal forte alto

Attualmente attraversano la struttura del forte l'autostrada del Brennero, la strada statale 12, la pista ciclabile e la ferrovia, sia la linea del Brennero che quella della Pusteria.
La fortezza è stata una base militare (polveriera, ovvero per la costruzione e il deposito di materiale esplosivo) fino alla fine del 1991 (era tra l'altro proibito fotografarla e visitarla), dopo di che è stata dismessa. Successivamente la proprietà è passata all'Agenzia del Demanio di Bolzano, la quale il 2 maggio 2005 l'ha concessa in affitto al comune di Fortezza per 20 anni. Nella fortezza vengono organizzate visite guidate, mostre ed eventi culturali, da parte dell'associazione OPPIDUM a partire dal 16 maggio 2005.
Presso il forte si sono tenute, durante il 2008, la mostra internazionale dell'arte Manifesta 7 (esposizione incentrata sui suoni nel forte basso) e, nel 2009, la mostra congiunta interregionale Labirinto Libertà nel forte basso e medio. Anche per questi motivi, a ottobre 2007 sono iniziati i lavori di risistemazione e restauro della fortezza, per un costo di 9,3 milioni di euro, con la costruzione di ulteriori scale ed ascensori per facilitare la visita alle future esposizioni, una realizzazione di uno spazio espositivo di 15 500 m², di cui circa 5 000 al coperto, un parcheggio di 350 posti auto. Nella vecchia mensa ufficiali è oggi allestito un bistrò che può contenere fino a 100 ospiti. Nel forte basso, presso la cassa, è stato allestito anche un piccolo shop di circa 100 m². Per effettuare questi lavori in una ex-polveriera sono stati necessari dei lavori di bonifica del terreno, che hanno portato al ritrovamento di 1 306 fumogeni, 218 proiettili, 39 bombe a mano, 200 granate, circa 18 000 pallottole, bombe da mortaio, 440 bombe da fucile e 6 bottiglie incendiarie.
Questo progetto di recupero, a cura degli architetti locali Markus Scherer e Walter Dietl, nel 2010 vinse il primo premio del rinomato Premio di architettura "Città di Oderzo".
La fortezza ospiterà successivamente il punto informativo per la galleria di base del Brennero.
Accanto alla parte del forte alto è stata recentemente allestita una palestra naturale di roccia, dove un giovane è caduto nel maggio 2013 da un'altezza di oltre 7 metri.
Nel 2012 è stata inaugurata una mostra permanente, con il titolo franzensfeste. la fortezza che mette in risalto le peculiarità della fortezza.
A dicembre 2013 la provincia ha acquisito in anticipo definitivamente dall'agenzia del demanio la fortezza austro-ungarica; con tale ottenimento la giunta provinciale ha da ora la possibilità di decidere il futuro per il forte. Nel 2017 decise di istituirvi un museo storico-culturale commissionandone il progetto.

## Principali edifici

### Forte Basso (Talwerk)

#### Il portone d'ingresso
L'attuale accesso al forte era una volta costituita da due portoni (simili a quello rimasto nel forte alto, ma più grande), ma il secondo portone venne demolito dagli occupanti durante la seconda guerra mondiale per facilitare il passaggio di pesanti automezzi.

#### La cappella

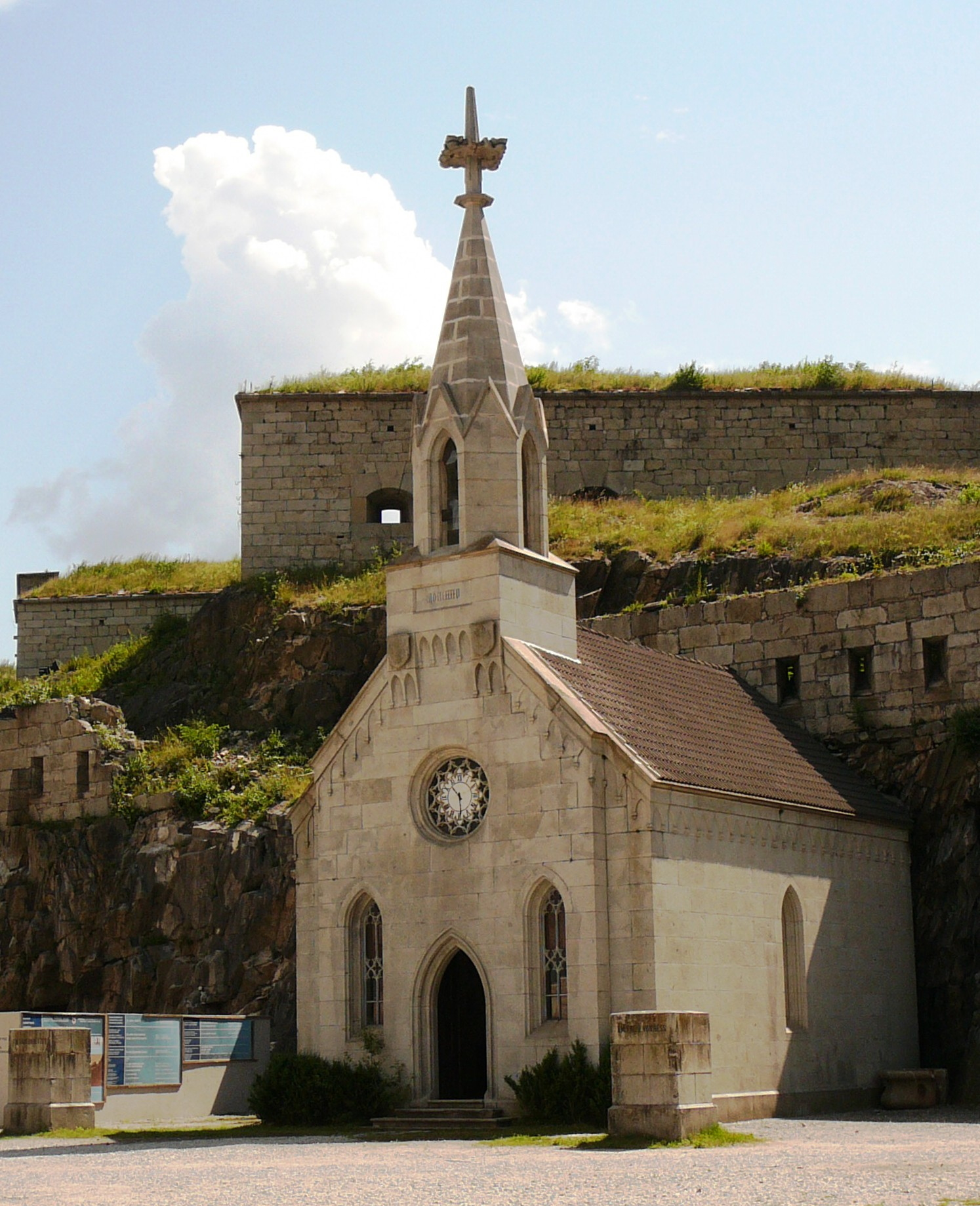
La chiesetta nella Piazza d'armi. Dietro la chiesa a sinistra il pezzo di forte crollato per l'esplosione di bombe durante la seconda guerra mondiale

Nell'ampia piazza d'armi del forte basso si trova una cappella in stile neogotico, dedicata a S. Barbara, progettata dall'ingegner capitano Gedeon von Radò e costruita nel 1845 (sette anni dopo la costruzione del forte), per andare incontro alle necessità religiose della guarnigione. Questa particolarità è unica nelle fortezze austriache.
Guardando il soffitto viene subito in mente la struttura del Pantheon di Roma. All'esterno della chiesetta si trovavano le statue dei generali Radetzky e von Hess (attualmente non più in loco; probabilmente fuse per ricavarne dei bossoli oppure si pensa possano essere quelle bronzee custodite presso il museo di Innsbruck. Tra gli altri elementi scomparsi dal forte, si ha notizia del simbolo dell'aquila del Tirolo, affisso sopra l'ingresso principale, ora invece si trova presso una caserma dell'aeronautica a Roma).
L'interno della chiesa è molto piccolo, infatti era in grado di ospitare una trentina di persone a malapena (praticamente gli ufficiali); poche rispetto ai 1 200 soldati della guarnigione originariamente previsti). Anche per questo motivo la chiesa presenta una volta cilindrica a cassettoni (i quali erano in grado di portare all'esterno la voce del celebrante durante una funzione religiosa) ed un tetto a prova di bomba. Essa rappresenta un'affascinante mescolanza di stili architettonici: l'interno ricorda la basilica romana di Costantino, mentre l'esterno è nel tipico stile tedesco medioevale.
Nell'agosto del 2006 al forte si tenne un concerto, che però si trasformò in un rave party all'interno della cappella, tanto che dovettero intervenire alcune ambulanze per casi estremi di alcol e droga. Dopo poco più di tre anni, il 4 dicembre 2009, alla presenza del vicario del vescovo Josef Matzneller e dei parroci Gottfried Ugolini e Alfons Habicher, la cappella del forte è stata riconsacrata e dedicata a san Giovanni Battista e a santa Barbara, dopo che gli artisti Annemarie Laner e Manfred Mureda ne hanno seguito il restauro, e fatto aggiungere tre opere d'arte.

#### I forni del pane

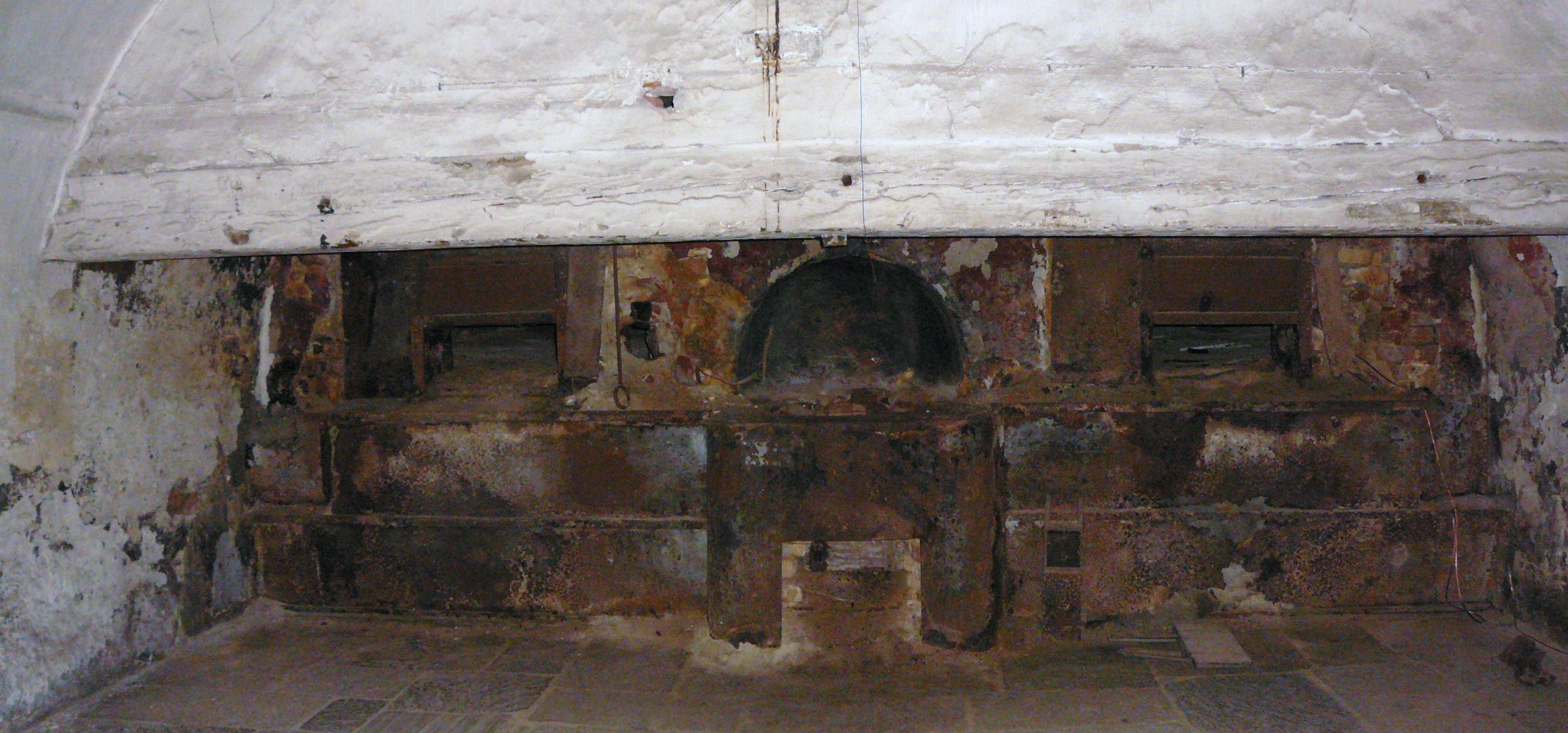
I forni (a vapore) per il pane all'interno del forte. I due forni laterali, è stato calcolato, potevano cuocere fino a 500 panini alla volta l'uno

Una delle poche cose realmente visibili, sono gli allora moderni forni del pane; infatti ognuna delle tre parti che componevano il forte dovevano essere anche culinariamente indipendenti. Nel "Forte Basso" sono visibili i forni, che è stato calcolato riuscissero a cuocere fino a 500 panini l'uno alla volta, quindi circa un panino a testa, data la capienza originale del forte.
Il forno presenta un metodo di cottura particolarmente economico nel dispendio di legna: infatti ha un camino centrale, dove veniva posto il fuoco che riscaldava un calderone. Da qui si scaldava del vapore che entrando nei due forni laterali, andava a cuocere lentamente il pane, alimento fondamentale dell'epoca.
Anche la stanza del forno del pane era dotata di feritoie, infatti anche se si cucinava il pane, si poteva comunque rispondere ad un eventuale attacco nemico.

#### L'obelisco

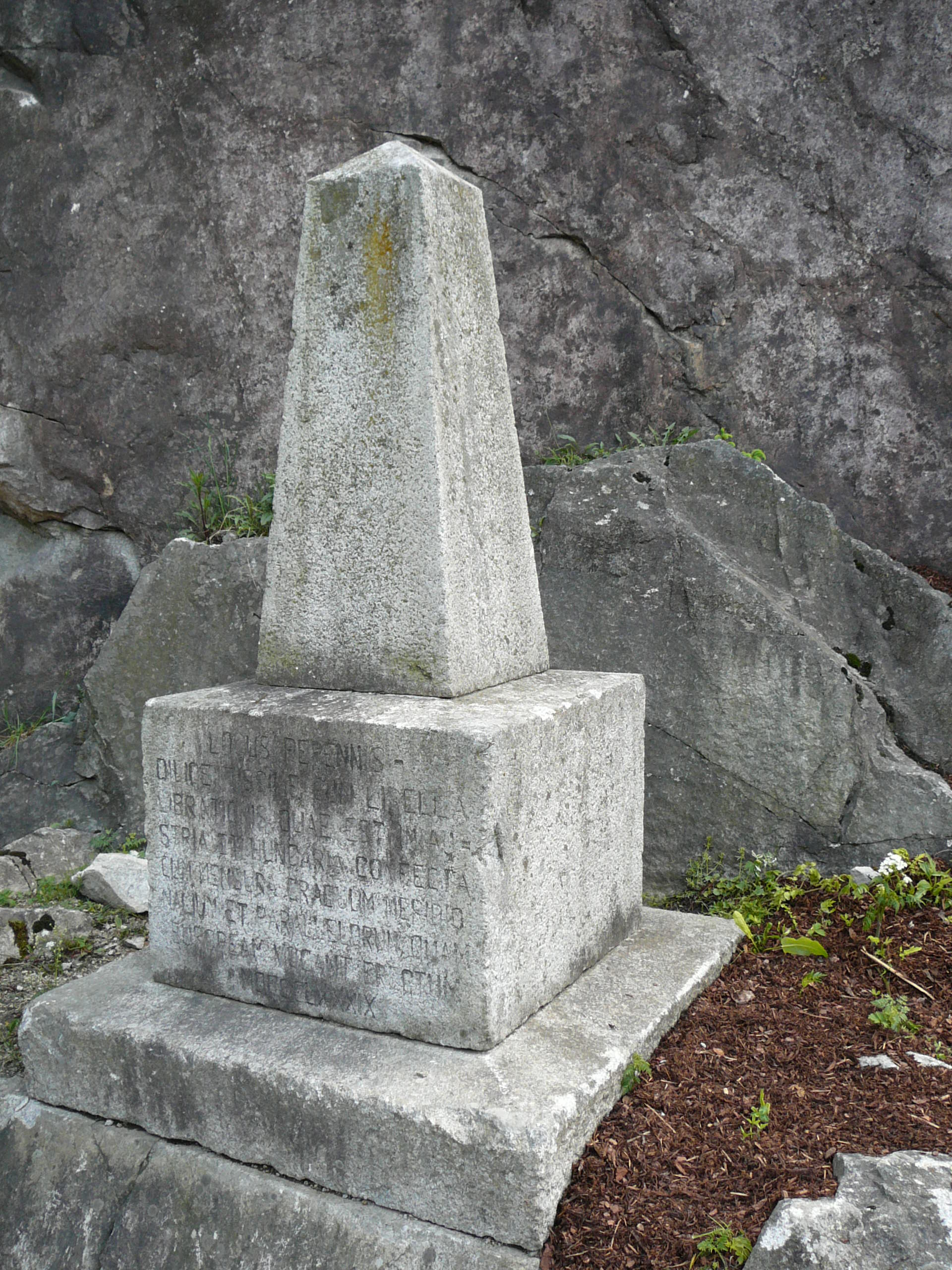
L'obelisco geodetico

All'interno del forte si trova anche un punto geodetico "locus perennis", che riveste una grande importanza: sotto l'obelisco infatti si cela la piccola placca in ottone. Si tratta infatti di uno dei sette punti di rilevamento che nell'imperial-regia monarchia danubiana furono adottati per indicare l'esatta altitudine sul livello del mar Adriatico. Gli altri sette punti fissi principali sussistono tutt'oggi in Ungheria, Romania, Slovenia e Cechia; nel territorio della repubblica austriaca invece non ce ne sono.

Furono sistemati su un basamento solido, a prova di vibrazione; da loro l'Istituto Geografico Militare di Vienna fissava l'ulteriore livello sul mare del territorio a 736,4520 m. La scritta latina dell'obelisco recita: 

#### La mensa ufficiali
Accanto a cannoni e munizioni la fortezza ospitava per lo più una piccola guarnigione di circa 120 soldati. Nella mensa gli ufficiali ed i soldati cercavano distensione ed alternative alla diffusa monotonia del servizio.
Una scritta lungo la scala della mensa invita a saldare in fretta il proprio conto: "Fiorisce la rosa, punge la spina, chi paga in fretta non se ne scorda". Inoltre la mensa era arricchita da particolari affreschi che ne ingentilivano il rude aspetto del forte, soprattutto nel suo piano superiore.
All'ultimo piano dell'edificio, si trovano delle stanzette, piuttosto strette ed intime, che farebbero pensare ad un doppio senso della precedente frase.
Oggi l'edificio della mensa ufficiali è adibito a bar/ristorante.

#### Magazzino della sussistenza
L'edificio si trova sulla piazza d'armi del forte basso, ed ospitava, accanto al comando, gran parte degli approvvigionamenti per la guarnigione.
Nei pressi del magazzino si trova una fontana scavata in un monolite di granito, ed è l'unica presente nel forte a valle.

#### Edificio d'approvvigionamento
L'edificio si trova anch'esso nel forte basso, ed è libero, infatti esso è ben accessibile da ogni lato; servì soprattutto da deposito per equipaggiamenti e provviste. Era di comodo accesso ai carri e, grazie a numerose porte, permetteva un rapido carico e scarico.

### Forte Medio (Mittelwerk)
Orientato ad est il corpo mediano della fortificazione controlla la zona verso la Pusteria. Una particolare attenzione era riservata al "ponte alto" che permetteva il traffico verso oriente. Anche questa parte è stata costruita per poter sopravvivere in maniera autonoma. Esso conferiva un'elevata potenza di fuoco verso sud, nord-ovest ed est. Ad oriente, inoltre, erano piazzate delle ampie opere difensive che, però, risultano diffusamente diroccate.
Grazie ad una cisterna il corpo centrale dispone di un proprio approvvigionamento d'acqua. Il profondo pozzo raccoglieva l'acqua piovana che dai tetti penetrava nel terreno.

#### Posto di guardia
La salita verso il forte medio era controllata da un posto di guardia. L'edificio poteva ospitare comodamente oltre 20 soldati. La guarnigione era in grado di coprire col fuoco di fucileria il piazzale principale (la piazza d'armi del forte basso) e, tramite feritoie ben orientate, di controllare l'accesso alle gradinate.
Pare che l'edificio servisse anche da tesoreria, da deposito del salario per i soldati.

#### Il bunker dell'oro

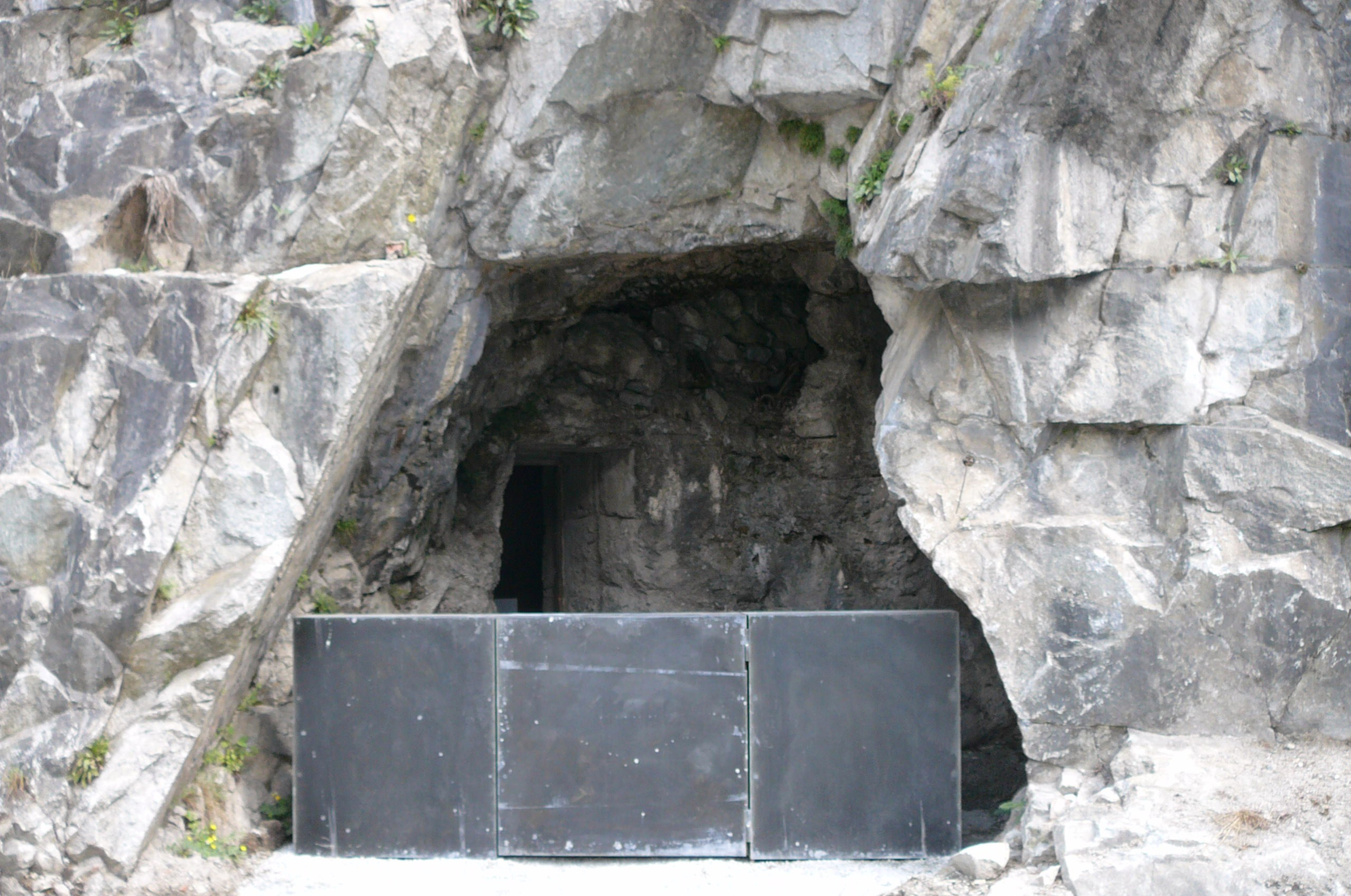
L'entrata al bunker dell'oro

In realtà l'accesso al bunker (oggi non resta che la galleria d'accesso e quella d'uscita) si trova nel forte basso, ma sostanzialmente si può affermare che esso stia sotto il forte medio.
Dopo l'armistizio dell'8 settembre 1943, i tedeschi decisero di far costruire un bunker nelle viscere del forte ad opera dei prigionieri russi per poter ospitare l'oro in arrivo dalla Banca d'Italia, il Nazi-Gold. Il bunker era raggiungibile da un lungo corridoio, sbarrato da un muro in cemento armato e sigillato da una doppia porta blindata, con uno spessore di 40 cm, e dotata di tre serrature differenti, con relative chiavi, custodite da tre differenti personaggi.
La costruzione di questo bunker pare però del tutto inutile, dato che il forte era già dotato di numerosi luoghi impenetrabili e ben sicuri.
Questo bunker, assieme a tanti altri luoghi "mistici" della fortezza, ha negli anni dato vita a numerose leggende.

#### Batteria esterna
Dall'elevata postazione del forte medio la batteria dominava il teatro di combattimento verso sud. A metà del XIX secolo le pesanti bocche da fuoco erano in grado di centrare con precisione un bersaglio distante circa 1 000 metri. Nel 1862 contro la fortificazione si fecero prove di tiro con numerosi colpi d'artiglieria pesante che, però, rimbalzarono senza efficacia contro i muraglioni di granito.

#### La Kaiservilla

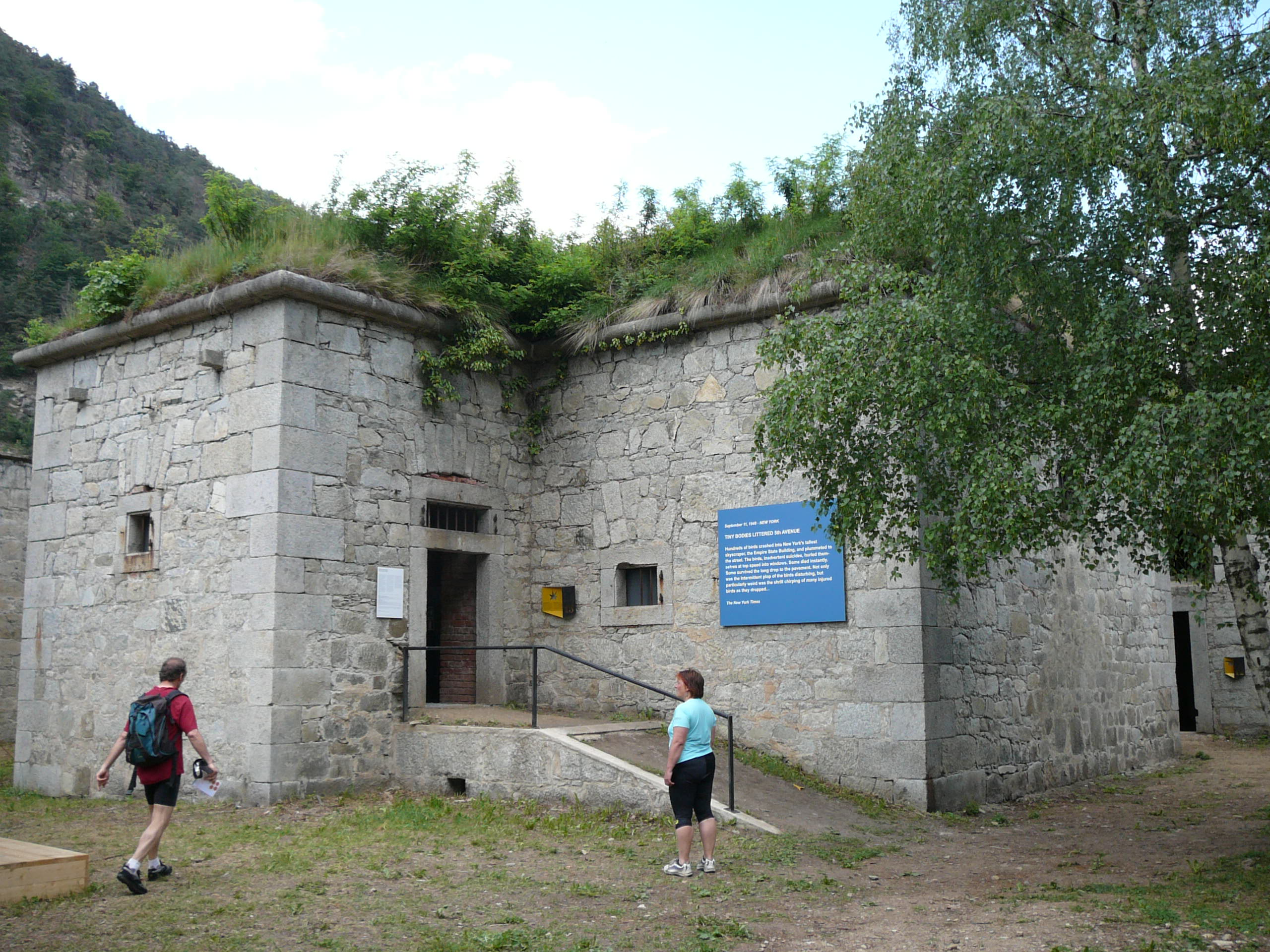
La Kaiservilla

Una prima ipotesi su questo particolare edificio è che si possa trattare di una polveriera, una delle più vistose della fortificazione: la Kaiservilla (ovvero la villa imperiale). La posizione protetta a nord-est del forte con cortile interno e la vegetazione pittoresca ha portato a questa denominazione - un puro prodotto della fantasia - poiché nessun imperatore vi ha mai pernottato. Il pavimento rialzato assieme alle intercapedini nei muri poteva mantenere la polveriera asciutta.
Ma questa ipotesi è poco credibile, in quanto l'edificio si trova lontano dalle postazioni di combattimento; altra ipotesi poteva essere quella di un luogo di detenzione speciale, infatti il portone d'ingresso era bloccabile dall'esterno.

### Forte Alto (Höhenwerk)

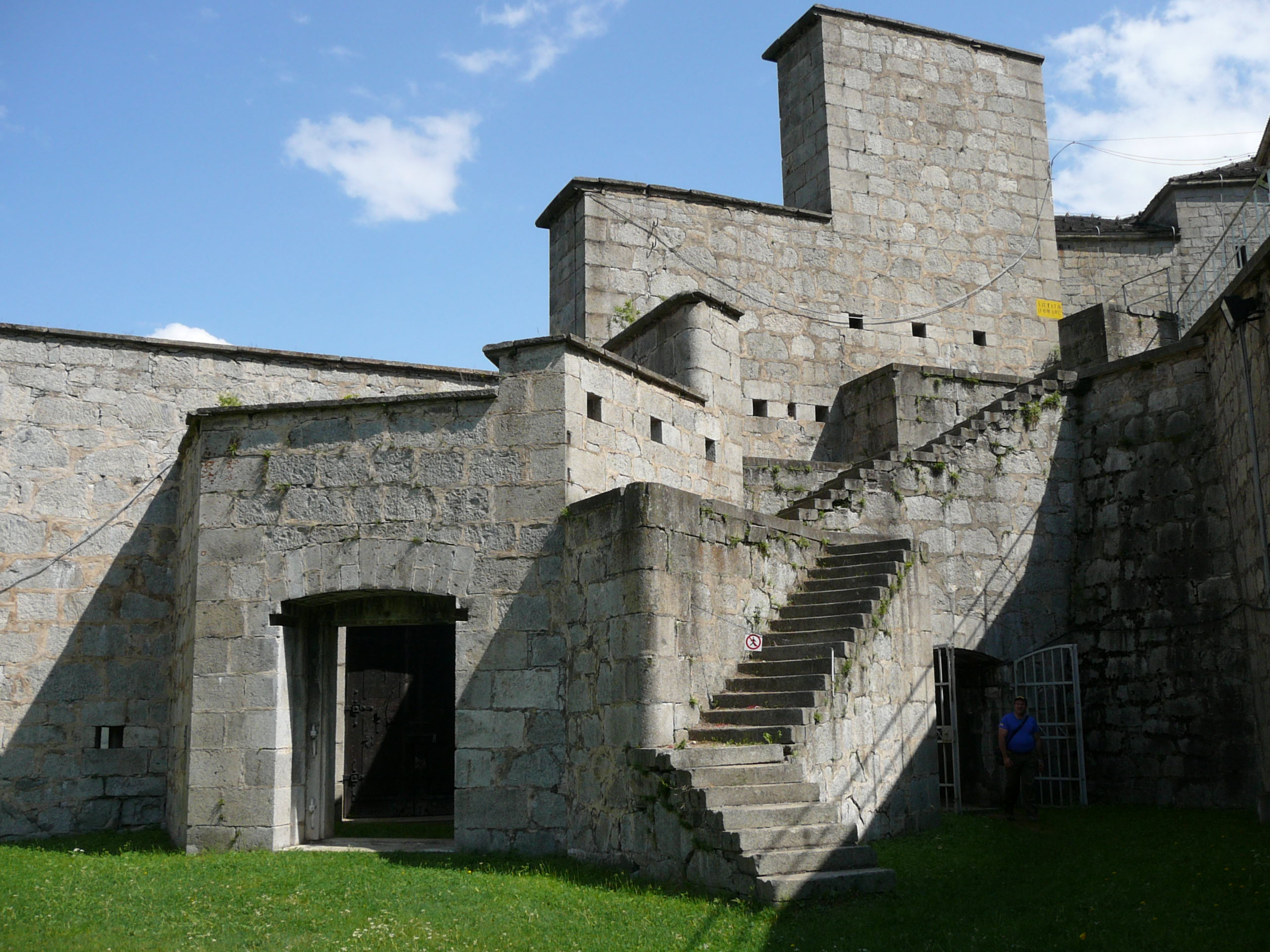
Le scalinate "confusionarie" del forte alto

Questa fortezza in quota, anche chiamata acropoli o cittadella, troneggia a circa 75 metri sopra il forte in valle. Il suo cortile interno, con rampe e gradinate, assicura grandi vantaggi ai difensori. Infatti a est è accessibile solo attraverso la scalinata sotterranea, mentre a ovest è accessibile attraverso il sentiero carreggiabile, ma entrambi gli accessi erano sbarrati da portoni massicci.
Anche questa parte del forte era autonoma, infatti era dotata di cucina, fontana e camerate per la guarnigione. Da questa parte superiore della fortezza si poteva tranquillamente tenere sotto controllo le due parti inferiori, e quindi difendersi ulteriormente.

#### I 451 gradini

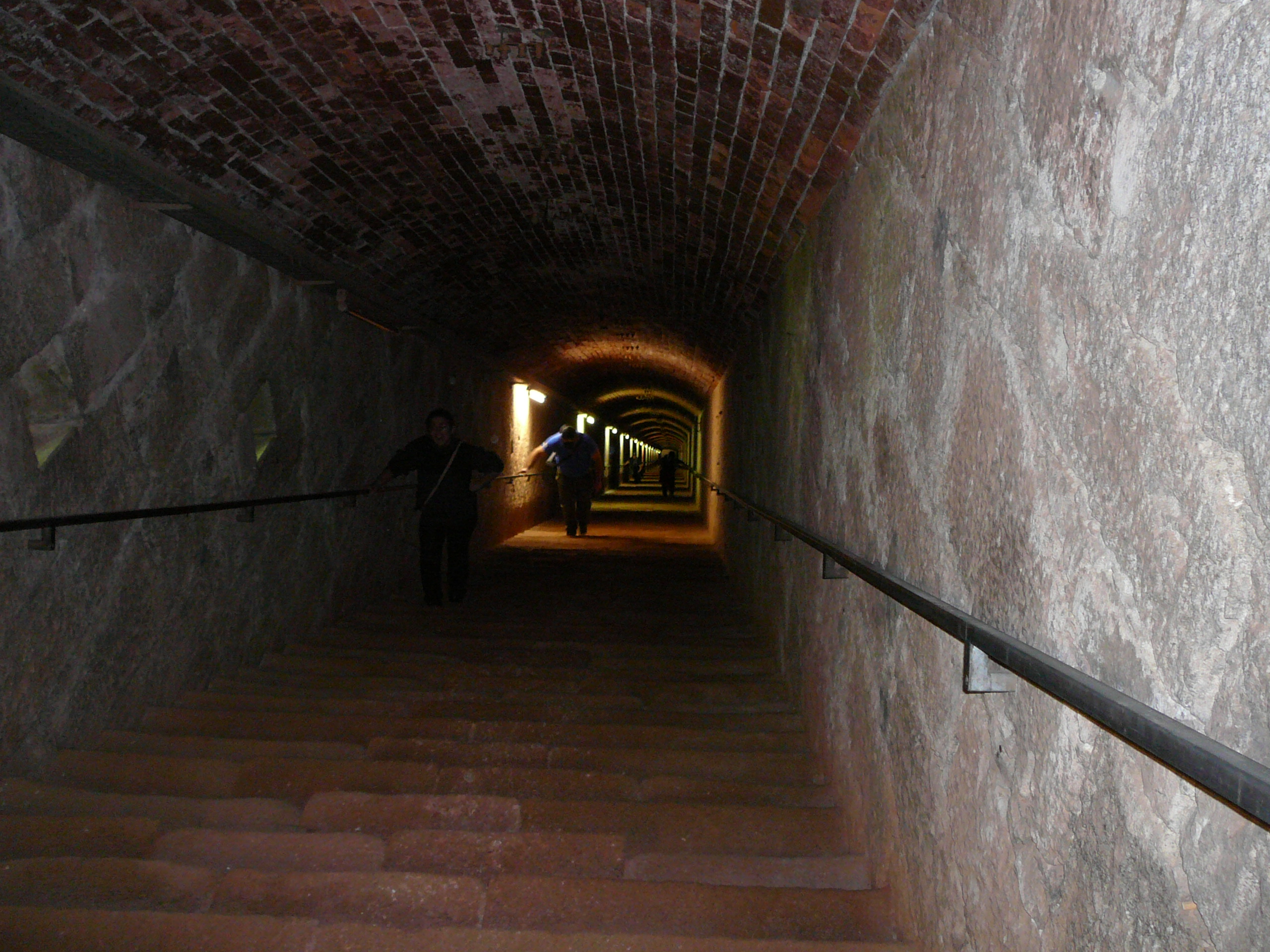
I 451 gradini che collegano il forte basso a quello alto

Il tunnel che collega la parte bassa con la parte alta non fu scavato nella roccia, ma costruito, poi rinforzato con i soliti blocchi di granito ed infine ricoperto con 2 metri di terra.
Il tunnel è largo 2,53 metri e i gradini che lo percorrono hanno un'alzata di 18,4 cm e una pedata di 31,6 cm. Inizialmente era previsto un pianerottolo dopo un terzo della scalinata, che però non fu mai costruito, senza neanche che questa modifica fosse annotata nei minuziosi diari di cantiere. I gradini sono 451, e non 433 come da progetto, 18 gradini mancano dal progetto, e questo ha fatto pensare ad un possibile nascondiglio dell'oro (ricerche con metal detector hanno portato ad accantonare questa tesi).
Più valida invece la tesi della costruzione di un montacarichi che, mancando il pianerottolo, poteva trasportare facilmente merci al forte alto. In ogni caso è bene ricordare che la galleria antibomba serviva principalmente per le persone, mentre per il trasporto di attrezzature e rifornimenti per il forte alto vi era un apposito sentiero carrabile, a bassissima pendenza, che comunque doveva superare un dislivello di circa 75 metri.

#### Il portone

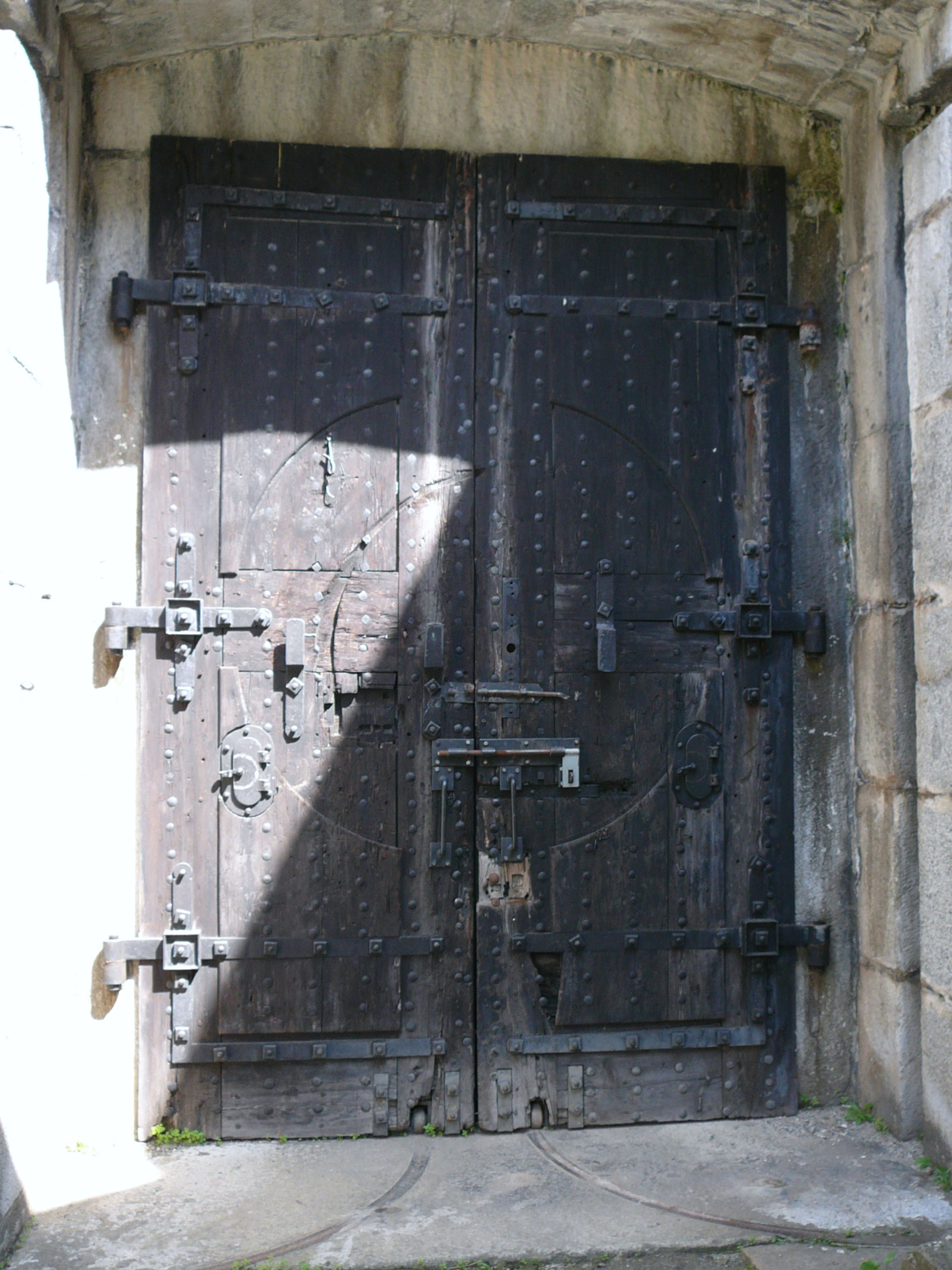
Il portone "medioevale"

Nel forte alto è custodito l'unico portone rimasto al forte, con parvenze in stile medioevale. La sicurezza data dal portone, già evidenziata da una porticina che permetteva il passaggio di un'unica persona alla volta, è ulteriormente accentuata da una saracinesca.
Nello stretto passaggio obbligato a ridosso del portone gli intrusi finivano sotto un fuoco diretto e massiccio proveniente dalle feritoie. Solamente dopo il valico di un secondo portone l'accesso al forte alto risultava libero e sicuro.

#### Batterie
Dal punto strategico del forte alto, si poteva tenere sotto osservazione il versante occidentale della val d'Isarco. Tre postazioni sovrapposte d'artiglieria erano in grado di scatenare un'enorme potenza di fuoco; i fucilieri potevano tenere in scacco l'avanzata della fanteria. A ridosso delle mura perfettamente squadrate e lisce anche un piccolo contingente di difensori riusciva a respingere qualsiasi assalto.
Oltre a queste tre postazioni esisteva un ulteriore sistema difensivo piazzato a regola d'arte, in posizione dominante sulla vallata. Erano infatti disposte otto bocche da fuoco che tenevano sotto tiro la direzione del Brennero. Ad una maggiore sicurezza provvedeva la cosiddetta caponiera, un piccolo bunker a semicerchio e sporgente verso nord dalle mura del forte. Da lì si poteva tener sotto tiro il fossato verso settentrione.

#### Punto panoramico
Il miglior punto panoramico della fortificazione presenta la posizione dominante del forte basso e del forte medio. Posto nel territorio fra il paese, il lago artificiale ed il villaggio di Aica, il bastione sbarra alla grande il collegamento fra nord e sud. Sopra i due corpi principali troneggia il forte alto; come un nido d'aquila offriva una visuale a tutto campo ed un'enorme efficacia difensiva.

## L'oro di Fortezza

### La vicenda dell'oro
Già nel settembre del 1943 il governatore della Banca d'Italia Vincenzo Azzolini manifestò il timore che i tedeschi volessero impadronirsi delle riserve auree italiane ed infatti, non a torto, il 16 dicembre 1943 12 vagoni con 127,5 tonnellate d'oro in lingotti, monete e una piccola quantità di platino custoditi in barilotti e sacchi, giungono stranamente a Fortezza da Milano (in realtà parte di quest'oro era stato nascosto dallo stesso Azzolini dietro un muro in una cassaforte, falsificando i documenti per poter giustificare il trasporto dell'oro da Roma a Potenza nel 1942. Nel 1943 invece Herbert Kappler, scortato dal maggiore delle SS Karl Hass, fece sequestrare l'intera riserva aurea e trasferito a Milano nella notte tra il 22 ed il 23 settembre. Da qui, in un secondo momento, sempre attraverso treni blindati, l'oro giunse poi a Fortezza.
Questo prezioso carico era parte delle riserve auree della Banca d'Italia, e fu scaricato da prigionieri russi del forte in un bunker sotterraneo, chiuso da tre differenti chiavi, e custodite dal comandante del forte, dal funzionario della Banca d'Italia e dall'allora borgomastro del paese Josef Wild. Allo stesso tempo la Wehrmacht aveva posizionato tutt'attorno alla fortezza alcune batterie contraeree.
Alcuni mesi successivi dal forte ripartirono tre convogli:
- Il 29 febbraio 1944 un convoglio verso il Ministero degli Esteri del Reich a Berlino, contenente 55 tonnellate
- Il 19 aprile 1944 un convoglio verso le banche svizzere di Berna, contenente 23,5 tonnellate
- Il 21 ottobre 1944 un convoglio verso Berlino, contenente 24 tonnellate

Quindi per un totale di 102,5 tonnellate d'oro.
Quando la V armata americana giunse a Fortezza il 17 maggio 1945, conquistandola senza sparare un sol colpo, trovò nella camera blindata ancora 25 tonnellate d'oro (circa 7 miliardi di dollari), i resti dell'oro italiano (che gli alleati restituirono solo tre anni più tardi) disposto in 153 barili e 55 cassette.
Già allora i conti non tornavano, infatti, i documenti delle 79 tonnellate che dovevano raggiungere Berlino, nella confusione degli ultimi giorni di guerra, sono andati perduti; si sospettò inoltre che alcuni documenti che segnalavano la partenza dei carichi d'oro fossero stati contraffatti. A prova di ciò, il borgomastro (uno dei detentori di una delle tre chiavi) fu arrestato, ed i suoi terreni furono ispezionati con il metal detector. Negli anni a seguire vi furono diverse spedizioni (anche una ufficiale della Banca d'Italia) per sondare il terreno circostante il forte e per esplorare cunicoli murati, senza alcun successo.
Nella leggenda dell'oro di Fortezza si mescolano diverse storie legate ad altri carichi d'oro svaniti, a cui si interseca anche la storia dell'oro jugoslavo (un carico proveniente da Cattaro, nell'attuale Montenegro, passò su un treno per il forte prima della fine della Seconda Guerra Mondiale) e ritrovato a casa di Licio Gelli, il quale si recò a Fortezza almeno tre volte prima degli anni Settanta.
Negli anni Ottanta la leggenda dell'oro subì una nuova svolta: l'ingegner Luigi Cavalloni affermò con sua assoluta certezza che a Fortezza doveva esserci ancora dell'oro. Lui stesso aveva già iniziato a ricercarlo nel 1977, ma ci vollero alcuni anni per ottenere le dovute licenze e permessi per accedere al forte che ai tempi era sotto il controllo del Ministero della Difesa ed utilizzato dall'Esercito Italiano come polveriera. La coincidenza volle che, sempre durante lo stesso anno, il colonnello Herbert Kappler (tristemente noto per la strage delle fosse Ardeatine, ma anche esecutore del trasporto dell'oro), riuscì a scappare dall'ospedale militare del Celio. L'allora giudice istruttore di Trento, Carlo Palermo, aprì nel 1983 un'inchiesta giudiziaria, nella quale si ipotizzava che l'ingegnere Cavalloni avesse barattato l'evasione di Kappler con i segreti dell'oro di Fortezza. Il tutto si concluse con un nulla di fatto.
A validare la tesi sulla sparizione del prezioso metallo, fu ritrovato, il 15 novembre 2005 nel bunker che custodiva l'oro, uno stampo per lingotti, senza il marchio per punzonatura del lingotto stesso. Sullo stampo furono ritrovati sedimenti di carbone e di piombo (prova che all'interno del bunker si è certamente fuso del materiale).

### Un'altra versione
Un'altra versione riporta cifre diverse: si parla di 117 tonnellate d'oro in lingotti e monete. In questa versione si dice che le tre chiavi furono affidate, una ciascuna, a due funzionari della succursale di Bolzano della Banca d'Italia e la terza al comando tedesco.
Nell'aprile del 1943, 23 tonnellate di oro in lingotti furono spedite in Svizzera. 10 sarebbero servite a pagare i debiti contratti prima della Guerra dall'industria di Stato italiana, altre 12 finirono a Basilea, sul conto dei Regolamenti Internazionali. La Repubblica Sociale Italiana aveva accordato al Reich di trasferire a Berlino una parte della riserva aurea nazionale, ed altre 50 tonnellate partirono da Fortezza. Una seconda spedizione era prevista nell'ottobre del 1944, ma saputolo, il funzionario della Banca d'Italia, signor Bombasaro, si recò a Trento e inviò a Bari un messaggio cifrato al Comando Alleato, che subito rispose bombardando il Forte ed il paese. Presso la locale stazione l'oro era già stato caricato su vagoni blindati. Qualche giorno più tardi, un sedicente Comitato della Croce Rossa Internazionale prese in consegna l'oro per portarlo in Svizzera dove, pare, non arrivò mai.
Tra realtà e leggenda, a Fortezza sarebbero dovute rimanere circa 24 tonnellate d'oro. Da un rapporto segreto dell'agosto del 1946 sembra che il Comando Alleato, che aveva raggiunto Fortezza i primi di maggio del 1945, alla presenza dei funzionari della Banca d'Italia, procedettero al ritiro dell'oro: ne ritrovarono 22 941 chilogrammi dei 117 000 partiti da Roma.
Testimonianze riportarono, a più riprese nel corso degli anni, la presenza di ingenti quantità di oro fuso in lingotti nascosto in tunnel e cunicoli murati, gli ingressi celati alla vista.
I lingotti con marchio del Reich vennero ottenuti non soltanto tramite fusione di monete e lingotti proprietari della Banca d'Italia, ma anche tramite fusione di gioielli, protesi dentali, ed altri possedimenti trafugati ai detenuti nei campi di concentramento.